# Fidelity (Illinois)
Fidelity és una població dels Estats Units a l'estat d'Illinois. Segons el cens del tenia 105 habitants.

## Demografia
Segons el cens del 2000, Fidelity tenia 105 habitants, 41 habitatges, i 30 famílies. La densitat de població era de 368,6 habitants/km².
Dels 41 habitatges en un 46,3% hi vivien nens de menys de 18 anys, en un 51,2% hi vivien parelles casades, en un 12,2% dones solteres, i en un 24,4% no eren unitats familiars. En el 17,1% dels habitatges hi vivien persones soles el 12,2% de les quals corresponia a persones de 65 anys o més que vivien soles. El nombre mitjà de persones vivint en cada habitatge era de 2,56 i el nombre mitjà de persones que vivien en cada família era de 2,77.
Per edats la població es repartia de la següent manera: un 29,5% tenia menys de 18 anys, un 5,7% entre 18 i 24, un 30,5% entre 25 i 44, un 25,7% de 45 a 60 i un 8,6% 65 anys o més.
L'edat mediana era de 36 anys. Per cada 100 dones de 18 o més anys hi havia 94,7 homes.
La renda mediana per habitatge era de 17.500 $ i la renda mediana per família de 17.083 $. Els homes tenien una renda mediana de 30.625 $ mentre que les dones 21.250 $. La renda per capita de la població era de 7.798 $. Aproximadament el 27,6% de les famílies i el 28,2% de la població estaven per davall del llindar de pobresa.

## Poblacions més properes
El següent diagrama mostra les poblacions més properes.